# Lógica probabilística
O objetivo da lógica probabilística (também visto como probabilidade lógica e raciocínio lógico) é combinar a capacidade da teoria da probabilidade  para lidar com incerteza com a capacidade da Método dedutivo para explorar a estrutura.
O resultado é um formalismo mais rico e mais expressivo com uma ampla gama de possíveis áreas de aplicação.
Lógica probabilística tenta encontrar uma extensão natural de tabelas verdade da lógica tradicional: os resultados que definem são derivados através expressões probabilísticas. A dificuldade  com a lógica probabilística é que tendem a multiplicar a complexidade computacional de seus componentes lógicos e probabilísticos. Outras dificuldades incluem a possibilidade de resultados contra-intuitivos, tais como os da Teoria de Dempster-Shafer. A necessidade de lidar com uma ampla variedade de contextos e questões tem levado a várias propostas diferentes.

## Contexto Histórico
Há inúmeras propostas para as lógicas probabilísticas. De forma grosseira, podem categorizar em duas classes diferentes: Aquelas lógicas que tentam fazer a extensão probabilística para vinculação lógica, tal como a Rede lógica de Markov, e aqueles que tentam enfrentar os problemas de incerteza e falta de provas (lógicas de prova).
Essa probabilidade e incerteza não são exatamente a mesma coisa que pode ser entendida notando que, apesar da matematização da probabilidade na Iluminismo permanece, até hoje, totalmente inutilizada nos tribunais criminais, quando se avalia a "probabilidade" da culpa de um suspeito criminoso.
Mais precisamente, na lógica de prova, está a necessidade de distinguir a verdade de uma declaração pela confiança na sua verdade: logo, ser incerto da culpa de um suspeito não é o mesmo que assumir uma probabilidade numérica para o cometimento de um crime. Um único suspeito pode ser culpado ou não, assim como uma moeda pode dar cara ou coroa. Dada uma larga lista de suspeitos, uma certa porcentagem pode ser culpada, assim como a probabilidade de virar cara é de 50 porcento. De qualquer forma, isso é incorreto de pegar essa lei de medidas para um único suspeito (ou apenas uma jogada de moeda): O criminoso não é "mais culpado" assim como a moeda não é "mais cara" ou "mais coroa": somos apenas incerto quanto ao que ele é. Confundir probabilidades e incerteza pode ser aceitável quando fazemos medidas científicas de quantidades físicas, mas é um erro, no contexto do raciocínio e da lógica de "senso comum". Assim como um tribunal de raciocínio, o objetivo de empregar inferências incertas é para obter evidências para fortalecer a confiança de uma proposição, em oposição a realização de algum tipo de vinculação probabilística.
Historicamente, as tentativas de quantificar o raciocínio probabilístico está além da antiguidade. Houve um interesse particularmente forte inciado no século XII, com o trabalho da Escolástica, com a invenção da Meia prova (duas meias-provas são suficientes para provar a culpa), a elucidação da Certeza moral (certeza suficiente para agir, mas não suficiente para uma certeza absoluta), o desenvolvimento do Probabilismo católico (a ideia que é sempre mais seguro seguir as regras estabelecidas de doutrina ou a opinião dos especialistas, mesmo quando são menos prováveis), o Raciocínio baseado em casos da Casuística, e o escândalo Laxismo (em que o probabilismo foi usado para dar suporte para quase qualquer declaração, isso começou tornou possível de achar uma opinião de especialistas para da apoio a quase todas proposições.).

## Propostas modernas
Abaixo está a lista de propostas de extensões probabilísticas e de prova para a lógica classica e de predicado.
- O termo "Lógica probabilística" foi primeiro usada num papel por Nils Nilsson publicado em 1986, onde o Valor de verdade das senteças são Probabilidade.[2]A proposta generalização semântica indus a uma logica probabilística Implicação lógica quando as probabilidades de todas as sentenças são 0 ou 1. Essa generalização se aplica para qualquer Sistema formal para qual a consistência de um conjunto finito de sentenças pode ser estabelecida.

- O conceito central na teoria da Lógica subjetiva[3] são opiniões sobre algumas das variáveis proposicionais envolvidas nas dadas sentenças lógicas. Uma opinião binomial se aplica para uma única proposição e é representada como uma extensão tridimensional de um único valor probabilístico para expressar vários graus de ignorância sobre a verdade de uma proposição. Para a computação de opiniões derivadas baseadas numa estrutura de opiniões argumentativas, a teoria propões operadores respectivos para vários conectivos lógicos, como por exemplo, multiplicação(E), co-multiplicação(OU), divisão (Un-conjunção) e co-divisão (Un-disjunção) das opiniões[4] assim como as deduções condicionais(MP) e abdução(MT).[5]

- Formalismo aproximado do raciocínio proposto pela Lógica difusa pode ser usado para obter a lógica na qual models são as distribuições de probabilidade e as teorias são os envelopes inferiores.[6] Nessa lógica, a questão de consistência da consistência das informações disponíveis está estritamente relacionada com a da coerência da atribuição probabilística parcial e, logo,  com o fenômeno do Livro holandês.

- A Rede lógica de Markov implementa a forma de Inferência incerta baseada na Máxima entropia.A ideia que probabilidades deveriam ser atribuídas  de tal forma que maximizasse a entropia, numa analogia com a forma das Cadeias de Markov atribuir probabilidades para as transições da Máquina de estados finitos.

- Sistemas como o Sistema de raciocínio não-axiomático de Pei Wang ou Rede de probabilidade lógica(PLN) de Ben Goertzel adicionam uma explícita classificação de confiança, assim como a probabilidade de átomos e sentenças. As regras de dedução e indução incorporam a incerteza, logo, escapar das dificuldades das abordagens puramente bayesianas para a lógica(incluindo a lógica de Markov), ao mesmo tempo evitando os paradoxos da Teoria de Dempster-Shafer. A implementação das PLN tentam usar e generalizar algoritmos da Programação lógica, sujeitos a essas extensões.

- Na teoria da Argumentação probabilística,[7][8] probabilidades não são diretamente atribuídas a sentenças lógicas. Em vez disso, assume-se que um subconjunto específico {\displaystyle W} de variáveis {\displaystyle V} envolvidas na sentença define um Espaço de probabilidade sobre o sub-σ-álgebra. Isso induz duas medidas de probabilidade distintas com relação a {\displaystyle V}, que são chamados de grau de apoio e grau de possibilidade, respectivamente. Grau de suporte pode ser considerado como probabilidades de provabilidade não-aditivas, que generalizam os conceitos de vinculação lógica ordinária (para {\displaystyle V=\{\}}) e classica Probabilidade a posteriori (para {\displaystyle V=W}). Matematicamente, essa visão é compatível com a Teoria de Dempster-Shafer.

- A teoria da |raciocínio probatório[9] também define probabilidades da probabilidade(ou probabilidades epistêmicas) não-aditivas como uma noção geral para ambas vinculação lógica(provabilidade) e probabilidade. A ideia é aumentar a lógica proposicional padrão considerando um operador epistêmico K que represente o estado de conhecimento que um agente nacional tem sobre o mundo. Probabilidades são, então, definido pelo resultado do universo epistêmico Kp de todas as senteças proposicionais p, e argumenta-se que essa é a melhor informação disponível para um analista. A partir desse ponto de vista, a Teoria de Dempster-Shafer parece ser uma forma generalizada de raciocínio probabilístico.

## Possíveis áreas de aplicação
- Teoria da argumentação
- Inteligência artificial
- Inteligência geral artificial
- Bioinformática
- Epistemologia formal
- Teoria dos jogos
- Filosofia da ciência
- Psicologia
- Estatística

## Leitura complementar
- Adams, E. W., 1998. A Primer of Probability Logic. CSLI Publications (Univ. of Chicago Press).
- Bacchus, F., 1990. "Representing and reasoning with Probabilistic Knowledge. A Logical Approach to Probabilities". The MIT Press.
- Carnap, R., 1950. Logical Foundations of Probability. University of Chicago Press.
- Chuaqui, R., 1991. Truth, Possibility and Probability: New Logical Foundations of Probability and Statistical Inference. Number 166 in Mathematics Studies. North-Holland.
- Haenni, H., Romeyn, JW, Wheeler, G., and Williamson, J. 2011. Probabilistic Logics and Probabilistic Networks, Springer.
- Hájek, A., 2001, "Probability, Logic, and Probability Logic," in Goble, Lou, ed., The Blackwell Guide to Philosophical Logic, Blackwell.
- Kyburg, H. E., 1970. Probability and Inductive Logic Macmillan.
- Kyburg, H. E., 1974. The Logical Foundations of Statistical Inference, Dordrecht: Reidel.
- Kyburg, H. E. & C. M. Teng, 2001. Uncertain Inference, Cambridge: Cambridge University Press.
- Romeiyn, J. W., 2005. Bayesian Inductive Logic. PhD thesis, Faculty of Philosophy, University of Groningen, Netherlands.
- Williamson, J., 2002, "Probability Logic," in D. Gabbay, R. Johnson, H. J. Ohlbach, and J. Woods, eds., Handbook of the Logic of Argument and Inference: the Turn Toward the Practical. Elsevier: 397-424.